# Tacheng
Tacheng (daw. Czuguczak, Tarbagataj; chiń. upr. 塔城; pinyin Tǎchéng; ujg. تارباغاتاي, Tarbaghatay; kaz. Шәуешек) – miasto w północno-zachodnich Chinach, w Sinciangu, niedaleko granicy z Kazachstanem. W 2003 roku miasto zamieszkiwało ok. 140 tys. osób. W mieście znajduje się port lotniczy Tacheng.
Siedziba prefektury Tacheng.